# Loving You (musikalbum)
Loving You är den amerikanske sångaren och musikern Elvis Presleys tredje album och första soundtrackalbum, utgivet av RCA Victor i mono (LPM 1515) den 20 juni 1957. Det består dels av musiken från filmen med samma namn från 1957, där Elvis Presley spelar huvudrollen, dels av fem studioinspelningar som inte ingick i filmen. Låtarna spelades in i Radio Recorders studio 1 och i filmbolaget Paramounts studio, båda belägna i Hollywood, Kalifornien, under januari och februari 1957.
Albumet innehåller sju låtar från filmen: rock'n'roll-låtarna "Got a Lot o' Livin' to Do!", "Mean Woman Blues", "Hot Dog", "Party" samt Teddy Bear", som blev en framgångsrik singel tillsammans med balladen "Loving You", och ytterligare en ballad, "Lonesome Cowboy". Därutöver innehåller albumet fem bonuslåtar i form av balladerna "Don't Leave Me Now", "True Love" och "I Need You So", samt de rock'n'roll-betonade "Blueberry Hill" och "Have I Told You Lately That I Love You?".
Albumet nådde förstaplatsen på Billboards albumlista i USA och stannade där i tio veckor. På den konkurrerande Cashbox-listan nådde det andraplatsen och låg kvar där i åtta veckor. I Storbritannien toppade albumet UK Albums Chart under tre veckors tid. Det sålde initialt 350 000 exemplar i USA. Recording Industry Association of America (RIAA) certifierade det guld år 1968 för en försäljning av en halv miljon exemplar.

## Bakgrund
I årsskiftet 1956–1957 toppade Elvis Presleys andra studioalbum, med titeln Elvis, albumlistan i USA. Skivbolaget RCA hade vid det laget inget material av större värde kvar i sina arkiv, och bolagets A&R-chef tillika Elvis producent, Steve Sholes, hade därför enträget vädjat till Elvis manager, Tom Parker, om att denne skulle låta sin klient göra fler studioinspelningar.
Elvis skulle spela in sin andra film i Hollywood, Loving You, med start i början av februari 1957. I samband med detta skulle även filmens låtar spelas in. Elvis ville att dessa inspelningar skulle ske i den oberoende studion Radio Recorders i Hollywood, en studio som han kommit att uppskatta. Men producenten Hal B. Wallis ville inte bevilja detta, utan inspelningarna skulle äga rum i filmbolaget Paramounts egen hangarliknande stora studio, där all den form av intimitet som Elvis vant sig vid och som blivit en del av hans kreativa process, saknades. Parker hade förhandlat med filmens producenter, Hal Wallis och Joe Hazen, om att låta Elvis båda egna musikförlag leverera alla låtar som skulle ingå i filmen, vilken skildrade en ung sångares väg till berömmelse. För första gången hade låtskrivarparet Jerry Leiber och Mike Stoller skrivit låtar särskilt för Elvis, tänkta för filmen.
Efter påtryckningar från Sholes hade Parker till slut motvilligt gått med på att låta Elvis spela in fler låtar under de två lediga helgerna vid inspelningsstarten av filmen. Dessa RCA-sessioner i januari 1957 förlades till Radio Recorders och det främsta syftet med dem var att Elvis skulle spela in en EP med religiösa låtar samt en ny singel som uppföljning till "Too Much" – något som blev "All Shook Up" och "That's When Your Heartaches Begin". Med tanke på de problem med inspelningskvaliteten som uppkommit vid inspelningarna av musiken till filmen Love Me Tender i filmbolaget MGM:s stora Sound Stage, verkar syftet också ha varit att spela in skivversioner av flera låtar avsedda för filmen, så att dessa inte behövde spelas in i Paramounts Sound Stage.

## Studioinspelningarna

### AlbumetLoving You
Sju av albumets låtar var från filmen Loving You, och de placerades alla på LP:ns förstasida. Sidan två bestod av fem låtar som inte ingick i filmen och var inspelade i Radio Recorders studio. Detta första soundtrack var en föregångare till de många som skulle följa under 1960-talet. Men till skillnad från många av dessa senare, där det oftast är bonuslåtarna från studiosessionerna som utmärker sig, gäller här det omvända förhållandet, där filmlåtarna snarare utgör albumets starkaste spår.

### Inspelningssessionerna och musikerna

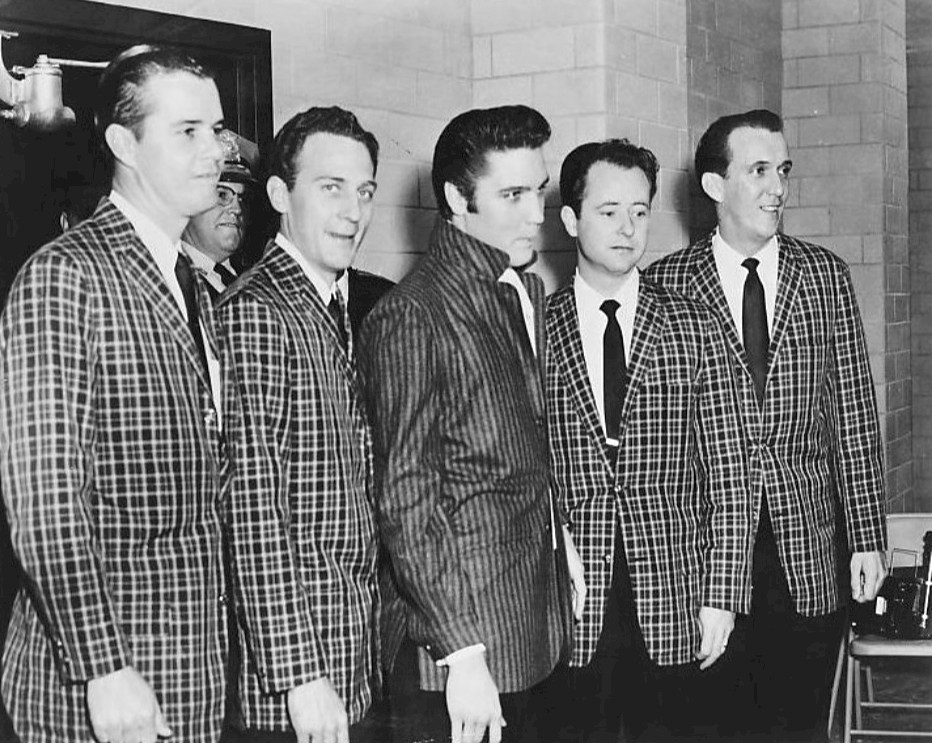
Elvis Presley och sånggruppen The Jordanaires i mars 1957. Från vänster: Neal Matthews, Hoyt Hawkins, Elvis Presley, Gordon Stoker och Hugh Jarrett.

Inspelningarna till albumets låtar genomfördes under flera sessioner från 12 januari till 24 februari 1957 i Radio Recorders studio 1 och i Paramounts Sound Stage, båda i Hollywood, Kalifornien. Inspelningarna på Radio Recorders ägde rum den 12–13 och 19 januari samt den 23–24 februari 1957. Inspelningarna i Paramounts Sound Stage ägde rum den 15–18, och 21 januari 1957.
På samtliga låtar medverkade Scotty Moore på leadgitarr, Bill Black på ståbas, D. J. Fontana på trummor och sånggruppen The Jordanaires på bakgrundssång. Förutom att sjunga spelade Elvis Presley även kompgitarr, utom under inspelningen av de fyra låtarna på Paramount.
Filmproducenten Hal B. Wallis hade ordnat så att två av hans studiomusiker utökade gruppen under Paramount-inspelningarna. Hilmer J. "Tiny" Timbrell skulle spela kompgitarr och därmed avlasta Elvis från den uppgiften. Jazzpianisten Dudley Brooks skulle utöver att spela piano också skulle hjälpa till med arrangemangen.
Brooks skulle komma att medverka på piano under samtliga inspelningar utom vid den första på Radio Recorders, där Gordon Stoker från The Jordanaires satt vid pianot. Hoyt Hawkins från The Jordanaires spelade orgel under sessionen den 19 januari, och han och Gordon Stoker är även angivna som pianister parallellt med Dudley Brooks vid inspelningarna på Paramount. Vid inspelningarna den 21 januari spelade George Fields munspel på "Party".

## Komposition, stil och texter

### Radio Recorders, 12 –13 januari
"Got a Lot o' Livin' to Do!": Musikförlaget Hill & Range arbetade på att ta fram material till sessionen, och deras kontrakterade professionella låtskrivare förväntades kunna skriva låtar som var skräddarsydda för den artist de skrev för. Aaron Schroeder och Ben Weisman, som tidigare hade skrivit doo-wop-balladen "First in Line" till Elvis, hade denna gång skrivit "Got a Lot o' Livin' to Do!". Det är en gospelinspirerad rock'n'roll-låt som präglas av energi och livsglädje. Gordon Stoker spelade boogie-woogie på piano i en stil som påminner om den hårdsvängande spelstil Jerry Lee Lewis blev förknippad med, framför allt i låtens drivande intro.
Den utgivna mastern spelades in i nio tagningar den 12 januari. Ytterligare två inspelningar gjordes i Paramounts lokaler för filmen – en den 16–17 för öppningsscenen, och en den 18 januari för slutscenen. När låten framförs i slutscenen deltar Elvis föräldrar, Gladys och Vernon Presley, som statister i publiken.
"Mean Woman Blues": Filmproducenten Hal Wallis var närvarande vid inspelningarna och uppskattade "Mean Woman Blues" så mycket att han beslutade att inkludera den i filmens soundtrack. Det blev därmed den andra låten från denna studiosession som användes i Loving You – och ännu en fartfylld inspelning. Den unge Freddy Bienstock från musikförlaget Hill & Range, som ansvarade för att förse Elvis med material, hade gett Claude Demetrius i uppdrag att skapa en riktig rock'n'roll-låt. "Mean Woman Blues" var en klassisk rhythm and blues-influerad rocklåt i Elvis-stil, byggd på bluesens tolv-takters ackordföljd. Låtens grund, med en enkel och svängig R&B-struktur, passade Elvis och bandet bra. Det var en typisk 50-talslåt där Elvis sång var tuff och lätt ironisk, intensivt uppbackad av musikerna, också med handklappning, samt av The Jordanaires bakgrundssång. Efter 14 tagningar hade man en master. Det var den sortens låt som Elvis skulle kunna ha valt att framföra live under sina tidiga framträdanden.

### Paramount, 15–18 januari
Ordningen på de inspelningar som är gjorda i Paramounts studio baseras på de produktionsnummer som inspelningarna har tilldelats, men som inte nödvändigtvis motsvarar den faktiska kronologiska inspelningsordningen – vilken är okänd under de inspelningar som gjordes såväl den 15–18 som den 21–22 januari.
"Lonesome Cowboy", skriven av Sid Tepper och Roy C. Bennett, kan ha spelats in under den första inspelningsdagen på Paramounts Sound Stage. Elvis kände sig obekväm med att arbeta i den stora lokalen, var missnöjd med inspelningsförhållandena och ljudet, och inspelningarna gick långsamt. Under en kort tid övervägdes "Lonesome Cowboy" som filmtitel och därmed också titelspår på albumet, men "Loving You" ansågs ha större singelpotential. Låten är en långsam, westerninfluerad ballad, som på många sätt förebådar "Flaming Star", som spelades till förtexterna till 20th Century Fox-filmen Flaming Star från 1960. Låten går samtidigt i en stil som liknar Elvis ballader på Sun Records. Arrangemanget och rytmen, med ett klapprande ljud som grund, påminner påfallande mycket om arrangemanget på "Blue Moon" från Elvis debutalbum, men ljudbilden är betydligt fylligare och dessutom finns The Jordanaires bakgrundssång. Den är heller inte lika spöklik. Inspelningen visar dock att Elvis röst hade utvecklats sedan Sun-tiden. Han hade fått en större röststyrka och utvecklat en större teknisk skicklighet i sången, samtidigt som sårbarheten i rösten inte var lika utpräglad. Det krävdes 25 tagningar för att få till en master och då behövdes ändå tagningarna 20 och 25 fogas samman.
"(Let Me Be Your) Teddy Bear", skriven av Kal Mann och Bernie Lowe, kan ha spelats in den 16 januari, under den andra inspelningsdagen på Paramount. Tidigt i Elvis karriär hade Kal Mann fått höra ett felaktigt rykte om att Elvis skulle ha en förkärlek för teddybjörnar, och inspirerad av detta skrev han och Bernie Lowe en låt om en ung man som ville vara sin flickväns teddybjörn. Det var en lättsam rock'n'roll-låt, och inspelningen präglades av lekfullhet och glädje. Det medryckande upptempoarrangemanget vägde upp den något banala texten, som egentligen passade bättre för en mycket yngre artist. Låten kan ses som en naturlig fortsättning på inspelningen av "Don't Be Cruel" och har en liknande stil, men med en mer lättsam och poporienterad karaktär.

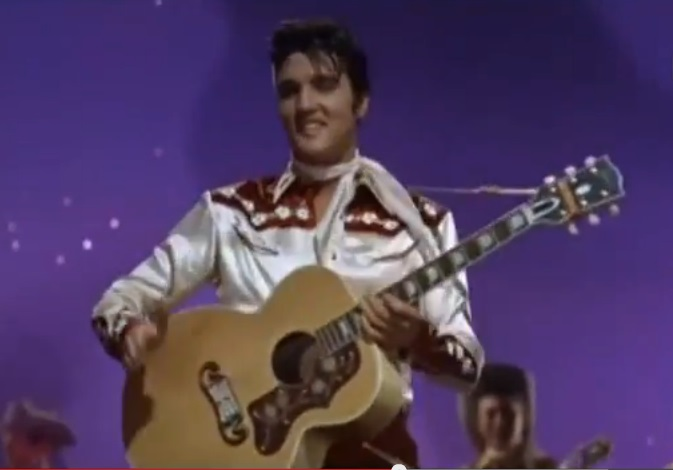
Elvis Presley vid framförandet av "(Let Me Be) Your Teddy Bear" i filmen Loving You.

Låten valdes till att ges ut på singel och blev en storsäljare som toppade singellistan. "Teddy Bear" är mer poporienterad än de flesta av Elvis listettor från 50-talet, och han gjorde en gedigen sånginsats. Under 1970-talet blev den en återkommande del av hans konserter, och ofta i ett medley tillsammans med "Don't Be Cruel".
"Hot Dog" var en rocklåt skriven av Jerry Leiber och Mike Stoller. Låten, fylld av slanguttryck, verkar ha tilltalat Elvis. Den innehåller både hans kraftfulla rock'n'roll-sound och influenser från Sun Records-åren. Med sina ryckiga övergångar fångar rytmen en känsla av resande, vilket påminner om "Mystery Train". Trots detta var det en ovanligt kort rock'n'roll-låt med en inspelning som bara varade i en minut och tolv sekunder. Även om detta fungerade i filmen är det märkligt att inte en längre version, exempelvis med ett instrumentalt avbrott, spelades in för skivutgivning.

### Radio Recorders, 19 januari

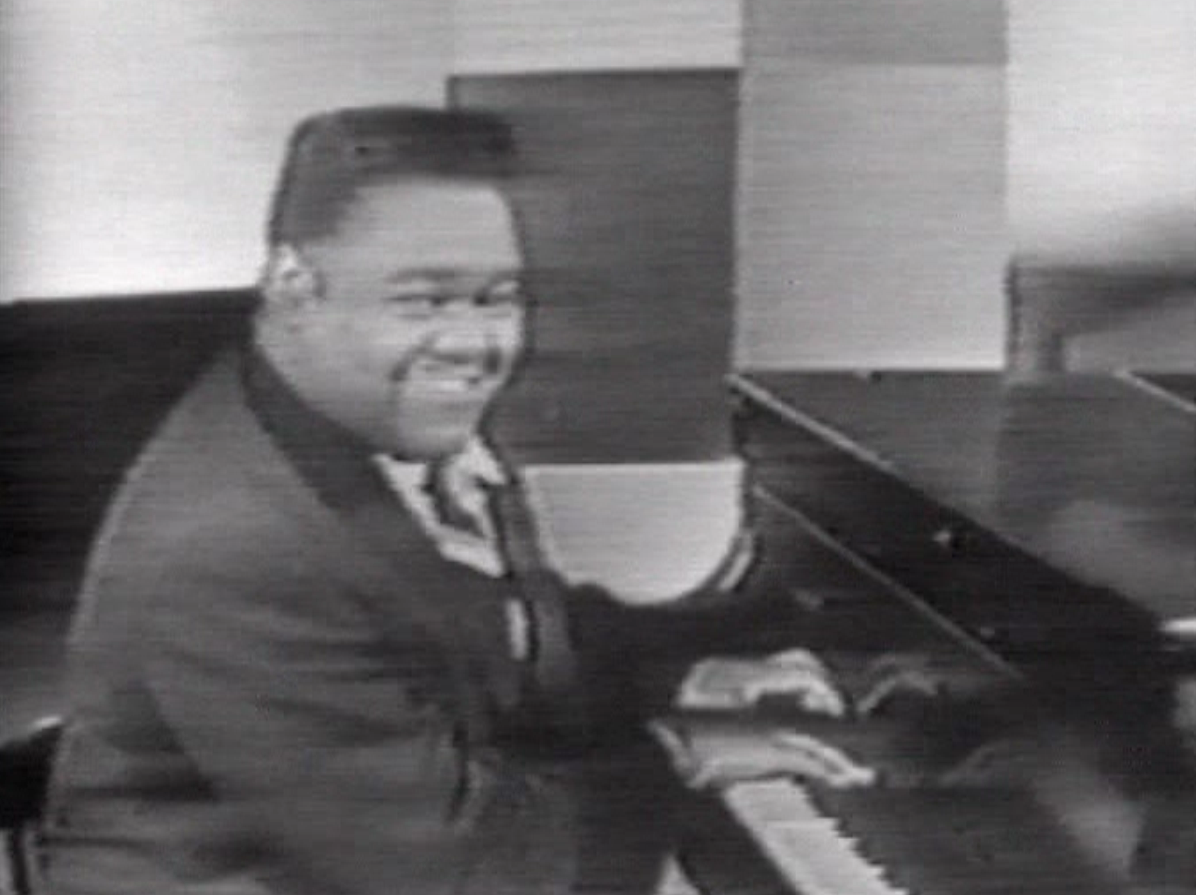
Fats Domino, framförande sin hitlåt "Blueberry Hill" 1956.

"Blueberry Hill": Lördagen den 19 januari återvände Elvis och bandet till Radio Recorders för att slutföra inspelningarna som påbörjades den 12 januari av Peace in the Valley-EP:n. Efter att ha spelat in "It Is No Secret", och därmed alla låtar till EP:n, tog han sig åter an "Blueberry Hill", som han redan hade försökt sig på dagen innan hos Paramount. Låten, skriven av Vincent Rose, Al Lewis och Larry Stock, utkom redan 1940 men hade nyligen varit en hit med Fats Domino. Elvis framförde sången väl, och ackompanjerades av Dudley Brooks som spelade trioler på piano. Den lekfulla energi som präglade Fat Dominos version infann sig dock inte, och inspelningen har sagts sakna den riktiga lättheten och det rätta flytet. Den räknas ofta som en av Elvis mindre övertygande coverlåtar. Under 1970-talet skulle han dock återkomma till den vid enstaka liveframträdanden.
"Have I Told You Lately That I Love You?": Freddy Bienstock hade nu tömt sitt utbud av låtmaterial, men Hill & Range-chefen Jean Aberbach hade ett antal låtar för vilka han kunde ordna ekonomiska uppgörelser. Av dessa valde Elvis dock att spela in endast Scott Wisemans countrylåt "Have I Told You Lately That I Love You?", som först gavs ut av Gene Autry 1945 och som Elvis också kände till i Red Foleys version. Låten hade dessutom släppts av bland andra Bing Crosby. Eftersom Elvis hade sina rötter i countrymusiken var detta en låt som passade honom, och han gav den en mer modern känsla genom ett milt, gungande beat. Den arrangerades i ett medeltempo, och slutresultatet blev ett tillfredsställande albumspår, tillräckligt övertygande för att Ricky Nelson och Eddie Cochran kort efter albumets utgivning spelade in egna coverversioner baserade på detta arrangemang.

### Paramount, 21–22 januari
"Party": Efter en dags nya inspelningar på Radio Recorders och en dags ledighet, återvände Elvis och bandet måndagen den 21 januari till Paramounts Sound Stage för att åtgärda förra veckans otillfredsställande inspelningar. De tog sig då an Jessie Mae Robinsons "(Let's Have a) Party"; en låt som redan hade spelats in i Paramounts studio, sannolikt som första låt den 15 januari, i en version för filmen. Vid den första inspelningen deltog bara bandet, men denna gång var även The Jordanaires med på bakgrundssång. Efter ytterligare elva tagningar hade ett tillfredsställande resultat uppnåtts.

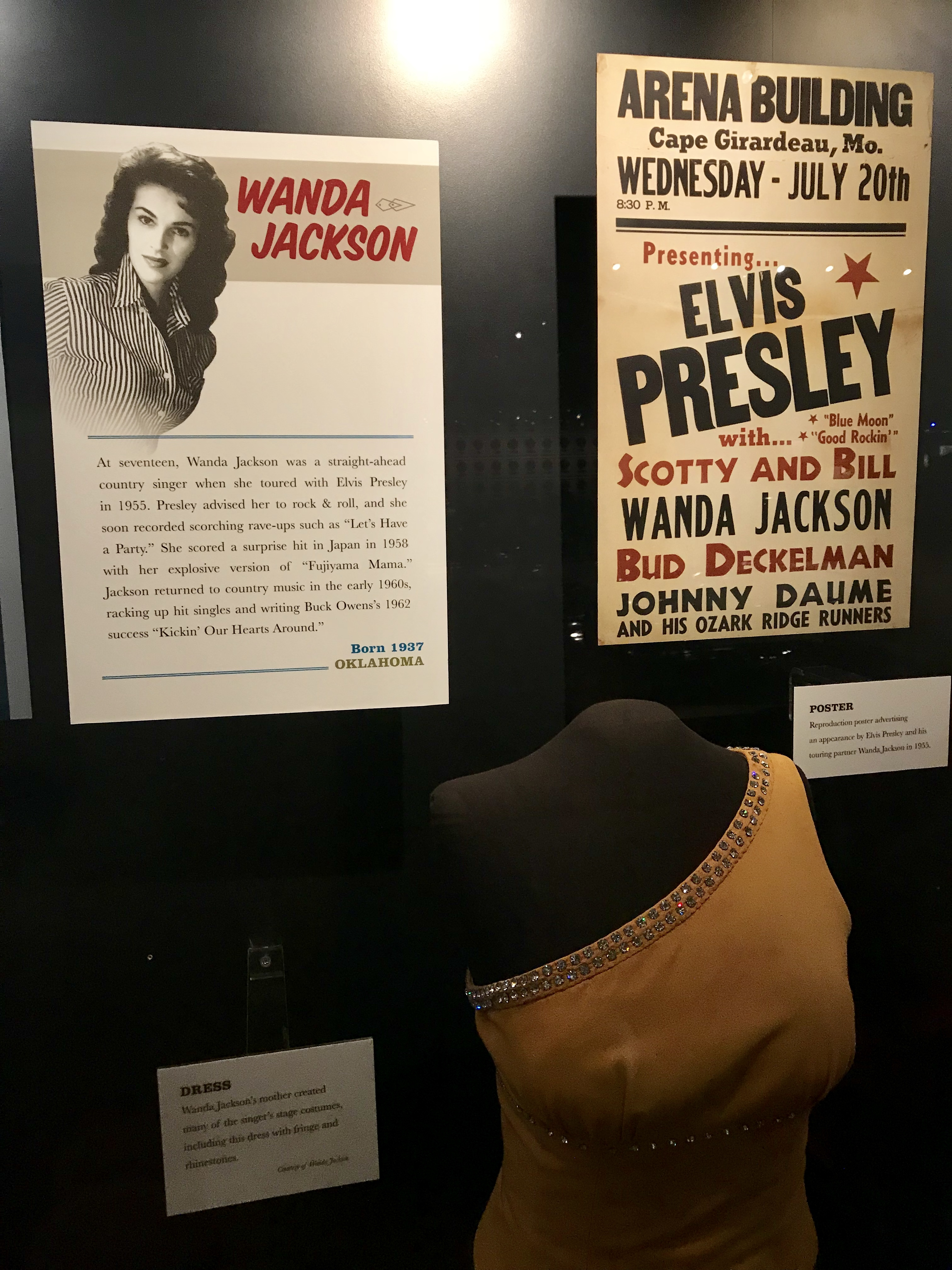
Wanda Jackson, 17 år gammal, bredvid en affisch där hon delar utrymme med "Elvis Presley med Scotty och Bill". Jackson fick 1960 en hit med en cover på Elvis "(Let's Have a) Party".

"Party" är en enkel, fartfylld, glad rocklåt om att anordna en fest. I likhet med "Hot Dog" är låten kort – endast en och en halv minut lång – men den hade mer substans, och Elvis entusiastiska insats under inspelningen har fått beröm. Det faktum att låten är så kort kan ha varit orsaken till att den inte gavs ut som singel i USA. Däremot släpptes den som A-sida i Storbritannien tillsammans med "Got a Lot o' Livin' to Do!" och nådde andra plats på singellistan. Låten blev 1960 även en rockabilly-hit för Wanda Jackson.

### Radio Recorders, 23–24 februari
"Don't Leave Me Now" var en ballad skriven av Aaron Schroeder och Ben Weisman. Trots att tvådagarssessionen den 23–24 februari 1957 i Radio Recorders studio 1 delvis tillkommit för att spela in en version av titellåten från Loving You för en möjlig singelutgivning, tog sig Elvis inte an den förrän under den andra inspelningsdagen. Soundtracket till Loving You bestod av endast sju låtar, så ytterligare material behövdes också till det, och man inledde med "Don't Leave Me Now". Låten har stilmässiga likheter med "Love Me" och andra ballader som Elvis hade spelat in året innan. Inspelningen visade sig dock problematisk för bandet, och det krävdes 29 tagningar för att färdigställa denna medeltempoballad. Elvis framförde låten med säkerhet och utnyttjade sitt övre register i en melankolisk tolkning, men inspelningen nådde inte riktigt sin fulla potential.

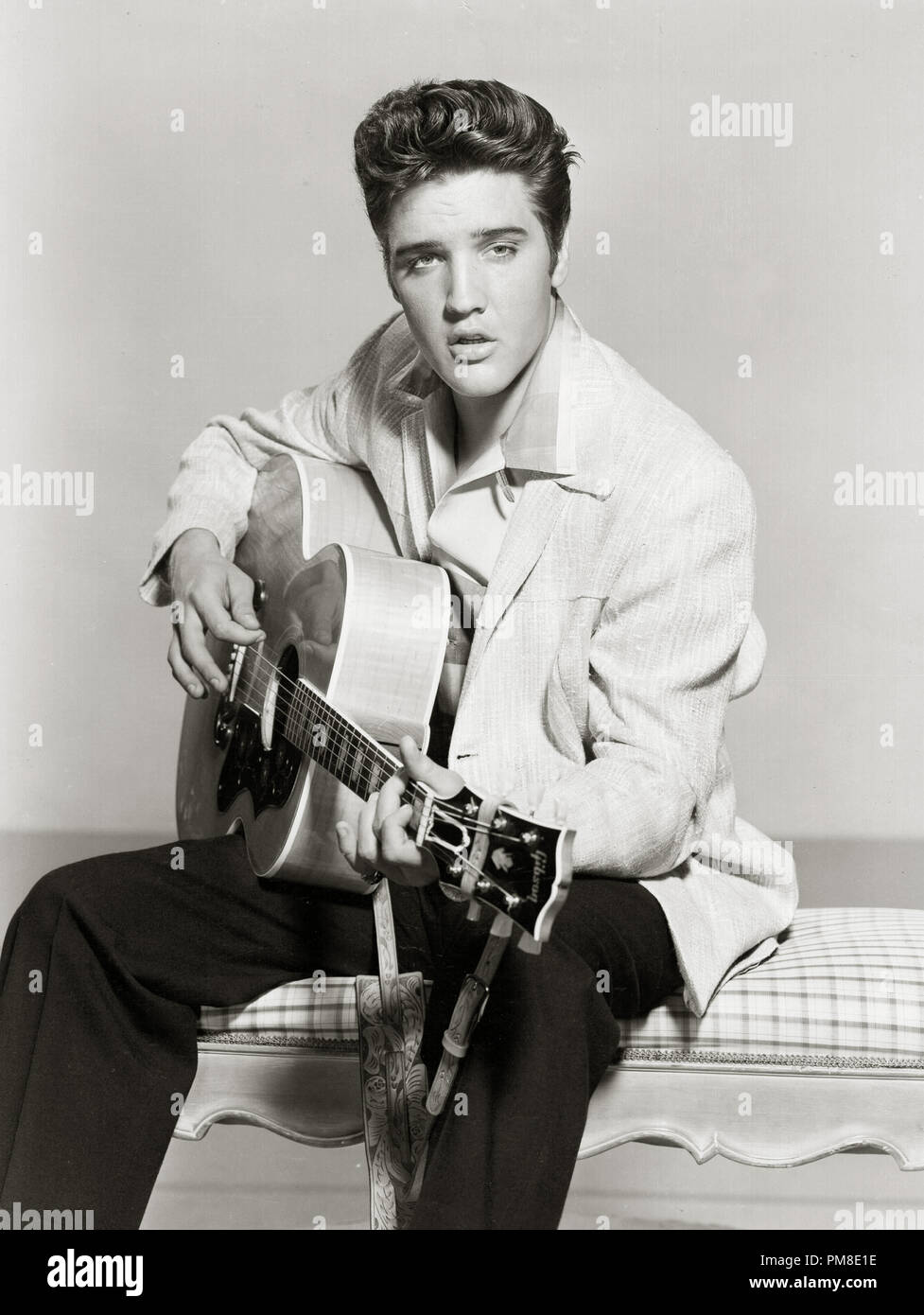
Elvis Presley: reklambild till Jailhouse Rock, 1957.

Denna version inkluderades som ett av fem bonusspår på albumet Loving You, men låten kom att användas även i filmen Jailhouse Rock. Inför den filminspelningen spelades den in på nytt i fler än en version för att ingå i filmen. Elvis verkar ha ansett att skivversionen kunde förbättras, vilket ledde till nya inspelningar både den 3 och 9 maj 1957. Inget soundtrackalbum gavs ut från Jailhouse Rock, och denna andra version inkluderades i stället på EP-skivan Jailhouse Rock (EPA 4114) som släpptes i stället för en LP. "Don't Leave Me Now" är en av få låtar i Elvis karriär som han medvetet valde att spela in i två separata studioversioner. Under Jailhouse Rock-inspelningarna medverkade också Jerry Leiber och Mike Stoller och fungerade i praktiken som producenter, vilket innebar att Elvis för första gången sedan han lämnat Sun Records fick ett verkligt stöd i studion. Detta gav honom en större trygghet och säkerhet i sitt uttryck och han lyckades då också få ut mer av låtens potential. Den nya versionen fick ett mer fokuserat arrangemang, präglat av en släpig känsla och en kaxigare attityd, medan Dudley Brooks pianospel bidrog till att ge inspelningen en sammanhållen karaktär.

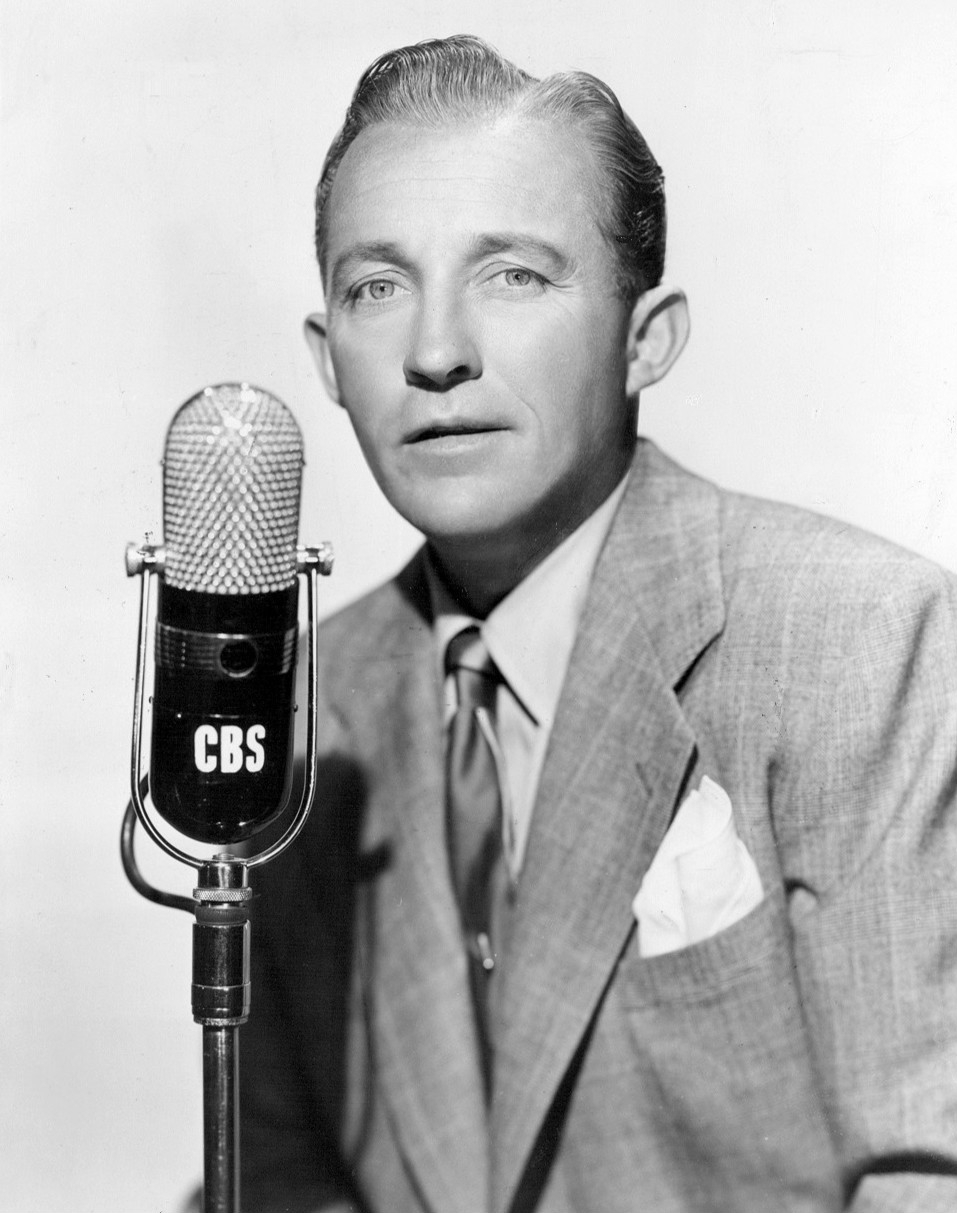
Bing Crosby (1951), som hade haft framgång med både "True Love" och "Have I Told You Lately That I Love You?".

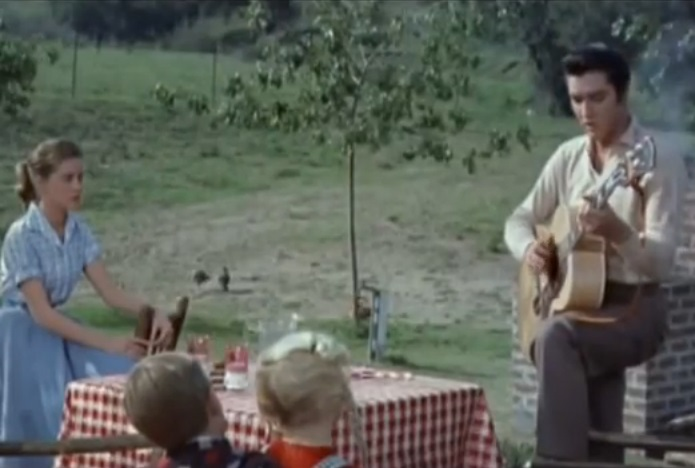
Elvis Presley vid framförandet av "Loving You" under bondgårdsscenen i filmen Loving You.

"True Love" var en låt skriven av Cole Porter och en av Bing Crosbys senaste framgångar året innan. Den hade ingått i filmen High Society. Om Elvis skulle tolka en låt av Cole Porter, var detta ett naturligt val, eftersom dess konventionella melodi lämpade sig väl för såväl hans röst som den återhållsamma instrumenteringen och The Jordanaires varma stämsång. Elvis förmåga att sjunga i den smekande, sammetslena stil som kännetecknar en crooner framträder här kanske tydligare än i någon annan av hans inspelningar.
"I Need You So" var en rhythm and blues-ballad skriven och först framförd av Ivory Joe Hunter 1950. Valet av denna låt var stilmässigt överraskande i relation till det Elvis tidigare hade spelat in, på samma sätt som valet av "True Love" hade varit. Elvis hade redan i september året innan prövat på låten innan han valde att då inte gå vidare med den. Vid denna tid, liksom längre fram i karriären, drogs Elvis till denna typ av berättelser om förlorad kärlek, där han ber den flicka han har sårat om förlåtelse. Elvis tolkning avviker inte påtagligt från de inspelningar han gjorde av andra ballader under denna period, med ett arrangemang som i hög grad liknar det som användes på "Don't Leave Me Now". Han framförde låten med inlevelse med Dudley Brooks pianoackompanjemang som en framträdande del.
"Loving You" skrevs av Jerry Leiber och Mike Stoller, och det var den första av tre titellåtar i rad till Elvis filmer som de skrev (de andra var "Jailhouse Rock" och "King Creole"). Filmen krävde flera versioner av låten framförda på olika sätt. Inspelningarna var komplexa med många tagningar gjorda i Paramounts lokaler mellan den 15 och 22 januari samt på Radio Recorders den 14 februari; med en upptempoversion för filmens öppningssekvens, en version för bondgårdsscenen, där Elvis sjunger med en vemodig ton till ett enkelt ackompanjemang, och en renodlad ballad för det romantiska slutet. Eftersom "Loving You" var tänkt att vara filmens titelmelodi var avsikten att också ge ut den som singel. Men ingen av de tre inspelade versionerna ansågs vara tillräckligt kommersiellt stark för en singel, och den spelades därför in på nytt på Radio Recorders den 24 februari. Denna gång krävdes endast fyra tagningar för att få fram en master, och det var den som gavs ut både på albumet och som B-sida på singel tillsammans med "Teddy Bear". "Loving You" var en kärlekssång som Elvis framförde på ett stillsamt och innerligt sätt. Han hade sedan han spelat in "Love Me Tender" utvecklats som balladsångare. Skivutgåvan hade ett långsamt arrangemang med framträdande pianospel av Dudley Brooks.

## Utgivning och marknadsföring

### Albumets placeringar
Albumet Loving You utkom den 20 juni 1957 och blev en stor framgång. Det debuterade den 22 juli 1957 på plats 11 på albumlistan Billboard's "Best-Selling Popular Albums" i USA, som vid den tiden omfattade 15 album. Redan nästa vecka, den 29 juli 1957, nådde det förstaplatsen, där det låg kvar i tio veckor. Sammanlagt låg albumet kvar på listan i 29 veckor.
På Cashbox noterades albumet första gången den 27 juli 1957 på plats 4 på tidningens bästsäljarlista, som då omfattade 25 album. Den 31 augusti, efter sex veckor på listan, nådde det andraplatsen, där det låg kvar i åtta veckor. Totalt noterades albumet 29 veckor på listan. I Storbritannien nådde albumet förstaplatsen den 7 september 1957 på UK Albums Chart och stannade där under tre icke sammanhängande veckor. Det tillbringade dessutom 13 veckor på andra plats under de totalt 25 veckor det stannade på listan.

### Singelskivornas placeringar
"(Let Me Be Your) Teddy Bear" utkom på singel tillsammans med "Loving You" i USA den 11 juni 1957. B-sidan "Loving You" nådde plats 28 på Top 100-listan och plats 20 på diskjockeylistan. Den 24 juni 1957 kom "Teddy Bear" in på listorna och nådde den 8 juli förstaplatsen på alla de tre vid tiden befintliga listorna. Den toppade både bästsäljar- och Top 100-listan i sju veckor. Den nådde förstaplatsen på countrylistan och tillsammans med "Loving You" också på R&B-listan.
I Storbritannien gick "Teddy Bear" in på plats 13 på UK Singles Chart den 18 juli 1957. Den 8 augusti, efter fyra veckor på listan, nådde den tredje plats under två icke sammanhängande veckor, och stannade 19 veckor på listan. Även singeln "Party", med B-sidan "Got a Lot o' Livin' to Do!", gavs ut i Storbritannien. Den debuterade på 15:e plats på listan den 10 oktober 1957. Efter fyra veckor nådde den andraplatsen, där den låg under fyra icke sammanhängande veckor av de totalt 15 veckor den fanns på listan.

### EP-skivornas placeringar
Albumets sju soundtracklåtar gavs tillsammans med "True Love" ut på två EP-skivor, Loving You, Volume 1 (EPA 1-1515) och Loving You, Volume 2 (EPA 2-1515). Loving You, Volume 1 nådde förstaplatsen på Billboards nyligen upprättade EP-lista och stannade där i fem veckor. Loving You, Volume 2 nådde fjärdeplatsen på samma lista.

### Senare utgåvor av albumet
RCA återutgav albumet på LP i december 1961, både i mono, såsom originalutgåvan, och i elektronisk stereo. I april 1988 gavs albumet med sina tolv låtar för första gången ut på CD.
RCA släppte en remastrad och utökad CD-version av albumet i april 1997. Denna utgåva innehöll originalalbumets tolv låtar samt åtta ytterligare spår från samma inspelningssessioner, däribland tre alternativa tagningar, det återstående spåret från EP:n Just For You, tre singellåtar – däribland "Tell Me Why" (vilken släpptes på singel 1965) samt en nyinspelning av Sun-låten "When It Rains, It Really Pours" (vilken också släpptes långt senare, då på LP:n Elvis for Everyone! 1965). Denna CD-version gavs ut på nytt 2005, nu remastrad med DSD-teknik. I januari 2006 släpptes en dubbel-CD på samlaretiketten Follow That Dream, med originalalbumet, bonusspåren och ett stort antal alternativa tagningar.

## Mottagande
I Cashbox Magazine konstaterade man att albumet med sju låtar från Elvis nya film och ytterligare fem klassiker, redan var en storsäljare. Tidningen noterade att låtar som "Blueberry Hill", "I Need You So" och "True Love" hade fått ett bluesinfluerat arrangemang och de påpekade att i albumet också ingick de aktuella listframgångarna "Teddy Bear" och "Loving You".

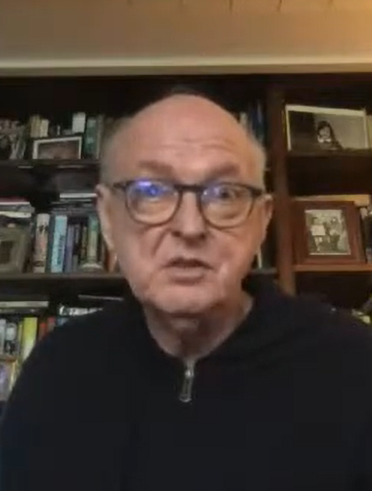
Musikkritikern Dave Marsh skrev att albumet Loving You innehåller några utmärkta låtar, men att det ändå är ett soundtrackalbum.

Den amerikanske musikkritikern och musikjournalisten Bruce Eder, som recenserade den utökade CD-utgåvan för AllMusic, skrev att även om albumet marknadsfördes som ett soundtrack till Elvis andra film, är det missvisande då det även innehåller låtar som inte finns med i filmen. Trots det ansåg han det vara ett av Elvis mer enhetliga album, eftersom det utgörs av inspelningar gjorda under en sammanhållen period i januari och februari 1957. Albumet når, enligt Eder, inte upp till nivån hos de två föregående albumen, men är ändå rätt så bra. Det skulle å andra sidan "vilket album som helst där 'Got a Lot o' Livin' to Do!' ingår" vara. Han lyfte fram flera högklassiga låtar, inklusive de kraftfulla rock'n'roll-låtarna "Mean Woman Blues", "Teddy Bear", och den tidigare nämnda elgitarrdrivna "Got a Lot o' Livin' to Do!". Han menade vidare att Elvis gör lysande balladtolkningar på den vackert drömska westernballaden "Lonesome Cowboy" samt på extralåtarna "One Night of Sin" och "Is It So Strange", dessutom en av sina bästa bluesinsatser på "When It Rains, It Really Pours".
Musikskribenten Paul Simpson ansåg att rock'n'roll-låtarna "Got a Lot o' Livin' to Do", "Mean Woman Blues" och "Party" "återspeglade den obundna känslan från Sun-tiden". "Teddy Bear" såg han som en lättsam och medryckande poplåt. Han menade även att Leiber och Stollers "Loving You" fungerade bra, även om det tog fyrtio tagningar innan Elvis var nöjd. Endast "Lonesome Cowboy" och "Hot Dog" var enligt honom besvikelser, och den senare ansåg han vara för kort. Musikjournalisten och musikkritikern Steve Knopper menade att Loving You är ett av de första Elvis-album som man bör skaffa och betraktade det som ett av de mer betydelsefulla och lyssningsvärda. I The New Rolling Stone Record Guide skrev musikkritikern Dave Marsh att Loving You visserligen innehåller några starka och utmärkta låtar, men att det ändå är ett soundtrackalbum och präglas av de begränsningar som följer med den typen av album.

## Försäljning

### Albumets försäljning
Under sin inledande tid på topplistorna i USA såldes 350 000 exemplar av albumet, vilket motsvarade försäljningen av Elvis debutalbum under motsvarande period. Den stora framgången för singeln "Teddy Bear" / "Loving You" samt för de båda EP-skivorna med filmlåtarna från albumet, torde ha påverkat albumförsäljningen. Albumet certifierades guld av Recording Industry Association of America (RIAA) för en försäljning av 500 000 exemplar i april 1968.

### Singelskivans och EP-skivornas försäljning
Singeln "Teddy Bear" och "Loving You" sålde över en miljon exemplar i USA och certifierades senare av RIAA för en försäljning av 2 miljoner. EP-skivan Loving You, Volume 1 sålde över en halv miljon exemplar medan Loving You, Volume 2 sålde över en miljon exemplar.

## Låtlistor
Loving You

### 1957, originalutgåva, LP
| 1. | Mean Woman Blues            | Claude Demetrius             | 13 januari 1957  | 2:15 |
| 2. | (Let Me Be Your) Teddy Bear | Kal Mann, Bernie Lowe        | 16 januari 1957  | 1:52 |
| 3. | Loving You                  | Jerry Leiber, Mike Stoller   | 24 februari 1957 | 2:15 |
| 4. | Got a Lot o' Livin' to Do!  | Aaron Schroeder, Ben Weisman | 12 januari 1957  | 2:34 |
| 5. | Lonesome Cowboy             | Sid Tepper, Roy C. Bennett   | 15 januari 1957  | 3:02 |
| 6. | Hot Dog                     | Jerry Leiber, Mike Stoller   | 18 januari 1957  | 1:12 |
| 7. | Party                       | Jessie Mae Robinson          | 21 januari 1957  | 1:27 |

| 1.           | Blueberry Hill                          | Vincent Rose, Al Lewis, Larry Stock | 19 januari 1957  | 2:38  |
| 2.           | True Love                               | Cole Porter                         | 23 februari 1957 | 2:07  |
| 3.           | Don't Leave Me Now                      | Aaron Schroeder, Ben Weisman        | 23 februari 1957 | 2:00  |
| 4.           | Have I Told You Lately That I Love You? | Scott Wiseman                       | 19 januari 1957  | 2:30  |
| 5.           | I Need You So                           | Ivory Joe Hunter                    | 23 februari 1957 | 2:40  |
| Total längd: | Total längd:                            | Total längd:                        | Total längd:     | 26:32 |

### 1997 & 2005, utökad CD-utgåva
| 1.           | Mean Woman Blues                        | Claude Demetrius                    | 13 januari 1957  | 2:16  |
| 2.           | (Let Me Be Your) Teddy Bear             | Kal Mann, Bernie Lowe               | 16 januari 1957  | 1:46  |
| 3.           | Loving You                              | Jerry Leiber, Mike Stoller          | 24 februari 1957 | 2:12  |
| 4.           | Got a Lot o' Livin' to Do!              | Aaron Schroeder, Ben Weisman        | 12 januari 1957  | 2:32  |
| 5.           | Lonesome Cowboy                         | Sid Tepper, Roy C. Bennett          | 15 januari 1957  | 3:01  |
| 6.           | Hot Dog                                 | Jerry Leiber, Mike Stoller          | 18 januari 1957  | 1:13  |
| 7.           | Party                                   | Jessie Mae Robinson                 | 21 januari 1957  | 1:26  |
| 8.           | Blueberry Hill                          | Vincent Rose, Al Lewis, Larry Stock | 19 januari 1957  | 2:40  |
| 9.           | True Love                               | Cole Porter                         | 23 februari 1957 | 2:05  |
| 10.          | Don't Leave Me Now                      | Aaron Schroeder, Ben Weisman        | 23 februari 1957 | 1:59  |
| 11.          | Have I Told You Lately That I Love You? | Scott Wiseman                       | 19 januari 1957  | 2:32  |
| 12.          | I Need You So                           | Ivory Joe Hunter                    | 23 februari 1957 | 2:37  |
| 13.          | Tell Me Why                             | Titus Turner                        | 12 januari 1957  | 2:06  |
| 14.          | Is It So Strange                        | Faron Young                         | 19 januari 1957  | 2:29  |
| 15.          | One Night of Sin                        | Dave Bartholomew, Pearl King        | 23 februari 1957 | 2:36  |
| 16.          | When It Rains, It Really Pours          | William Emerson                     | 24 februari 1957 | 1:48  |
| 17.          | I Beg of You (alternate master take 12) | Rose Marie McCoy, Cliff Owens       | 13 januari 1957  | 1:51  |
| 18.          | Party (alternate master take 7)         | Jessie Mae Robinson                 | 22 januari 1957  | 1:07  |
| 19.          | Loving You (fast version take 13)       | Jerry Leiber, Mike Stoller          | 14 februari 1957 | 1:25  |
| 20.          | Got a Lot o' Livin' to Do! (finale)     | Aaron Schroeder, Ben Weisman        | 12 januari 1957  | 1:20  |
| Total längd: | Total längd:                            | Total längd:                        | Total längd:     | 41:01 |

### 2006, FTD-utgåva
| 1.           | Mean Woman Blues                                             | 2:19  |
| 2.           | (Let Me Be Your) Teddy Bear                                  | 1:49  |
| 3.           | Loving You                                                   | 2:15  |
| 4.           | Got a Lot o' Livin' to Do!                                   | 2:32  |
| 5.           | Lonesome Cowboy                                              | 3:06  |
| 6.           | Hot Dog                                                      | 1:16  |
| 7.           | Party Side 2                                                 | 1:32  |
| 8.           | Blueberry Hill                                               | 2:40  |
| 9.           | True Love                                                    | 2:07  |
| 10.          | Don't Leave Me Now                                           | 2:00  |
| 11.          | Have I Told You Lately That I Love You?                      | 2:32  |
| 12.          | I Need You So New Bonus Masters                              | 2:39  |
| 13.          | One Night                                                    | 2:32  |
| 14.          | I Beg of You                                                 | 1:53  |
| 15.          | All Shook Up                                                 | 2:02  |
| 16.          | That's When Your Heartaches Begin                            | 3:24  |
| 17.          | Tell Me Why                                                  | 2:08  |
| 18.          | Is It So Strange                                             | 2:29  |
| 19.          | When It Rains, It Really Pours                               | 1:50  |
| 20.          | One Night of Sin                                             | 2:36  |
| 21.          | I Beg of You (alternate master)                              | 1:52  |
| 22.          | Loving You (J-16 end version)                                | 2:18  |
| 23.          | Party (A-7 alternate master)                                 | 1:22  |
| 24.          | Loving You (K-03 main version)                               | 2:16  |
| 25.          | Loving You (HX-14 farm version 2)                            | 2:06  |
| 26.          | Got a Lot o' Livin' to Do! (R-13 finale)                     | 1:31  |
| 27.          | Mean Woman Blues (BX-07 version 2)                           | 2:34  |
| 28.          | Loving You (KX-21 fast main version 2)                       | 1:33  |
| 29.          | Loving You (HZ 12 slow farm version 3)                       | 2:05  |
| 30.          | Blueberry Hill (from acetate)                                | 3:12  |
| 31.          | Got a Lot o' Livin' to Do! (D-17 main version, from acetate) | 1:55  |
| Total längd: | Total längd:                                                 | 68:25 |

| 1.           | Loving You (Hz Slow Farm Version, take 1)        | 2:03  |
| 2.           | Loving You (Hz Slow Farm Version, take 2)        | 0:25  |
| 3.           | Loving You (Hz Slow Farm Version, take 3)        | 1:56  |
| 4.           | Loving You (Hz Slow Farm Version, take 4)        | 1:07  |
| 5.           | Loving You (Hz Slow Farm Version, take 5)        | 2:15  |
| 6.           | Loving You (Hz Slow Farm Version, take 6)        | 2:06  |
| 7.           | Loving You (Hz Slow Farm Version, take 7)        | 0:19  |
| 8.           | Loving You (Hz Slow Farm Version, take 8)        | 1:03  |
| 9.           | Loving You (Hz Slow Farm Version, take 9)        | 1:20  |
| 10.          | Loving You (Hz Slow Farm Version, take 10)       | 2:03  |
| 11.          | Loving You (Hz Slow Farm Version, take 11)       | 0:53  |
| 12.          | Loving You (Hz Slow Farm Version, take 12)       | 2:05  |
| 13.          | Loving You (Kx Main Fast Version, take 1)        | 1:48  |
| 14.          | Loving You (Kx Main Fast Version, take 2)        | 0:17  |
| 15.          | Loving You (Kx Main Fast Version, take 3)        | 1:45  |
| 16.          | Loving You (Kx Main Fast Version, take 4)        | 0:18  |
| 17.          | Loving You (Kx Main Fast Version, take 5)        | 1:41  |
| 18.          | Loving You (Kx Main Fast Version, take 6)        | 1:44  |
| 19.          | Loving You (Kx Main Fast Version, take 7)        | 1:41  |
| 20.          | Loving You (Kx Main Fast Version, take 8)        | 1:38  |
| 21.          | Loving You (Kx Main Fast Version, take 9)        | 0:16  |
| 22.          | Loving You (Kx Main Fast Version, take 10)       | 1:35  |
| 23.          | Loving You (Kx Main Fast Version, take 11)       | 1:45  |
| 24.          | Loving You (Kx Main Fast Version, take 12)       | 1:37  |
| 25.          | Loving You (Kx Main Fast Version, take 13)       | 1:41  |
| 26.          | Loving You (Kx Main Fast Version, take 14)       | 1:38  |
| 27.          | Loving You (Kx Main Fast Version, take 15)       | 1:41  |
| 28.          | Loving You (Kx Main Fast Version, take 16)       | 1:41  |
| 29.          | Loving You (Kx Main Fast Version, take 17)       | 0:35  |
| 30.          | Loving You (Kx Main Fast Version, take 18)       | 1:33  |
| 31.          | Loving You (Kx Main Fast Version, take 19)       | 1:32  |
| 32.          | Loving You (Kx Main Fast Version, take 20)       | 0:36  |
| 33.          | Loving You (Kx Main Fast Version, take 21)       | 1:33  |
| 34.          | Loving You (Kx Main Fast Version, take 22)       | 1:48  |
| 35.          | Loving You (Kx Main Fast Binaural vers. take 1)  | 0:13  |
| 36.          | Loving You (Kx Main Fast Binaural vers. take 2)  | 1:45  |
| 37.          | Loving You (Kx Main Fast Binaural vers. take 3)  | 0:17  |
| 38.          | Loving You (Kx Main Fast Binaural vers. take 4)  | 1:40  |
| 39.          | Loving You (Kx Main Fast Binaural vers. take 5)  | 1:38  |
| 40.          | Loving You (Kx Main Fast Binaural vers. take 6)  | 1:37  |
| 41.          | Loving You (Kx Main Fast Binaural vers. take 7)  | 1:35  |
| 42.          | Loving You (Kx Main Fast Binaural vers. take 8)  | 0:15  |
| 43.          | Loving You (Kx Main Fast Binaural vers. take 9)  | 1:36  |
| 44.          | Loving You (Kx Main Fast Binaural vers. take 10) | 1:38  |
| 45.          | Loving You (Kx Main Fast Binaural vers. take 11) | 1:40  |
| 46.          | Loving You (Kx Main Fast Binaural vers. take 12) | 1:39  |
| 47.          | Loving You (Kx Main Fast Binaural vers. take 13) | 1:38  |
| 48.          | Loving You (Kx Main Fast Binaural vers. take 14) | 1:40  |
| Total längd: | Total längd:                                     | 66:49 |

## Medverkande
Uppgifterna, hämtade från Keith Flynn och Ernst Jørgensen, avser inspelningar gjorda i Radio Recorders studio 1 i Hollywood, Kalifornien, den 12–13 och 19 januari samt den 23–24 februari 1957, och i Paramount Sound Stage i Hollywood den 15–18, och 21–22 januari 1957.

- Elvis Presley – sång; gitarr på alla låtar utom "Lonesome Cowboy", "Teddy Bear", "Hot Dog" och "Party".
- Scotty Moore – gitarr på alla låtar.
- Hilmer J. 'Tiny' Timbrell – gitarr på "Lonesome Cowboy", "Teddy Bear", "Hot Dog" och "Party".
- Bill Black – bas på alla låtar.
- D. J. Fontana – trummor på alla låtar.
- Dudley Brooks – piano på alla låtar utom "Got a Lot o' Livin' to Do!" och "Mean Woman Blues".
- Gordon Stoker (i The Jordanaires) – piano på "Got a Lot o' Livin' to Do!" och "Mean Woman Blues". Även noterad som pianist på "Lonesome Cowboy", "Teddy Bear", "Hot Dog" och "Party", men exakta fördelningen mellan honom, Brooks och Hawkins är oklar.
- Hoyt Hawkins (i The Jordanaires) – orgel på "Blueberry Hill" och "Have I Told You Lately That I Love You?". Även noterad som pianist på "Lonesome Cowboy", "Teddy Bear", "Hot Dog" och "Party", men exakt rollfördelning är oklar.
- George Fields – munspel på "Party".
- The Jordanaires (Gordon Stoker, Neal Matthews, Hoyt Hawkins, Hugh Jarrett) – bakgrundssång på alla låtar.
- Steve Sholes – producent på alla låtar utom "Lonesome Cowboy", "Teddy Bear", "Hot Dog" och "Party".
- Walter Scharf – producent för Paramount på "Lonesome Cowboy", "Teddy Bear", "Hot Dog" och "Party".
- Thorne Nogar – ljudtekniker på Radio Recorders för alla låtar utom "Lonesome Cowboy", "Teddy Bear", "Hot Dog" och "Party".
- Phil Kahgan – ljudtekniker för Paramount på "Lonesome Cowboy", "Teddy Bear", "Hot Dog" och "Party".

## Topplistor
| Lista (1957)                     | Högsta position |
| Storbritannien (UK Albums Chart) | 1               |
| USA (Cash Box Albums)            | 2               |
| USA (Billboard Top Lp's)         | 1               |

| Område     | Certifiering | Försäljning |
| USA (RIAA) | guld         | 500 000     |